# Sarcodon praestans
Sarcodon praestans är en svampart som beskrevs av Maas Geest. 1974. Sarcodon praestans ingår i släktet Sarcodon,  och familjen Bankeraceae.   Inga underarter finns listade i Catalogue of Life.